# Nichtraucherschutzsystem

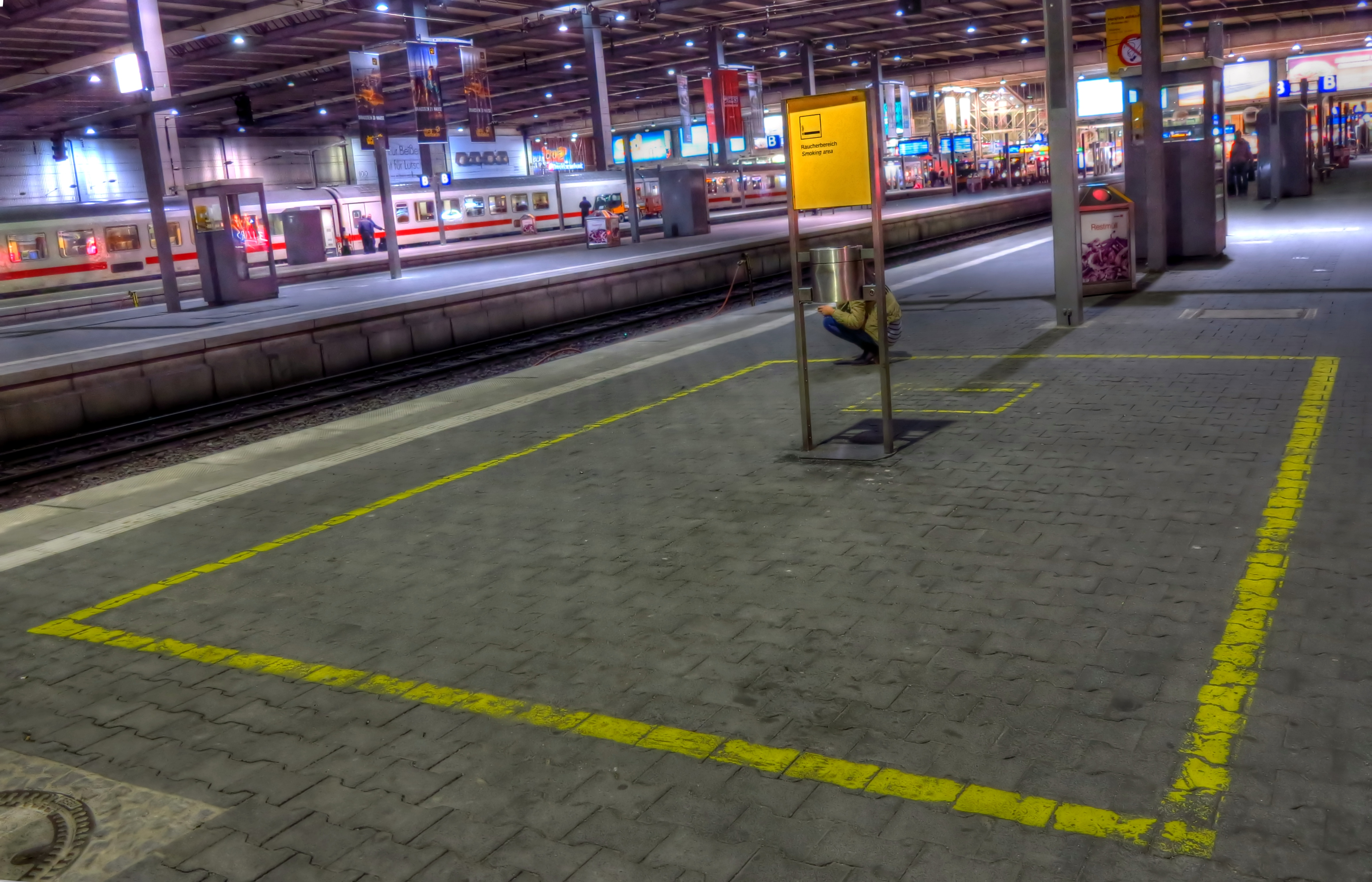
Raucherinsel auf Bahnsteig 12/13 im Münchner Hauptbahnhof

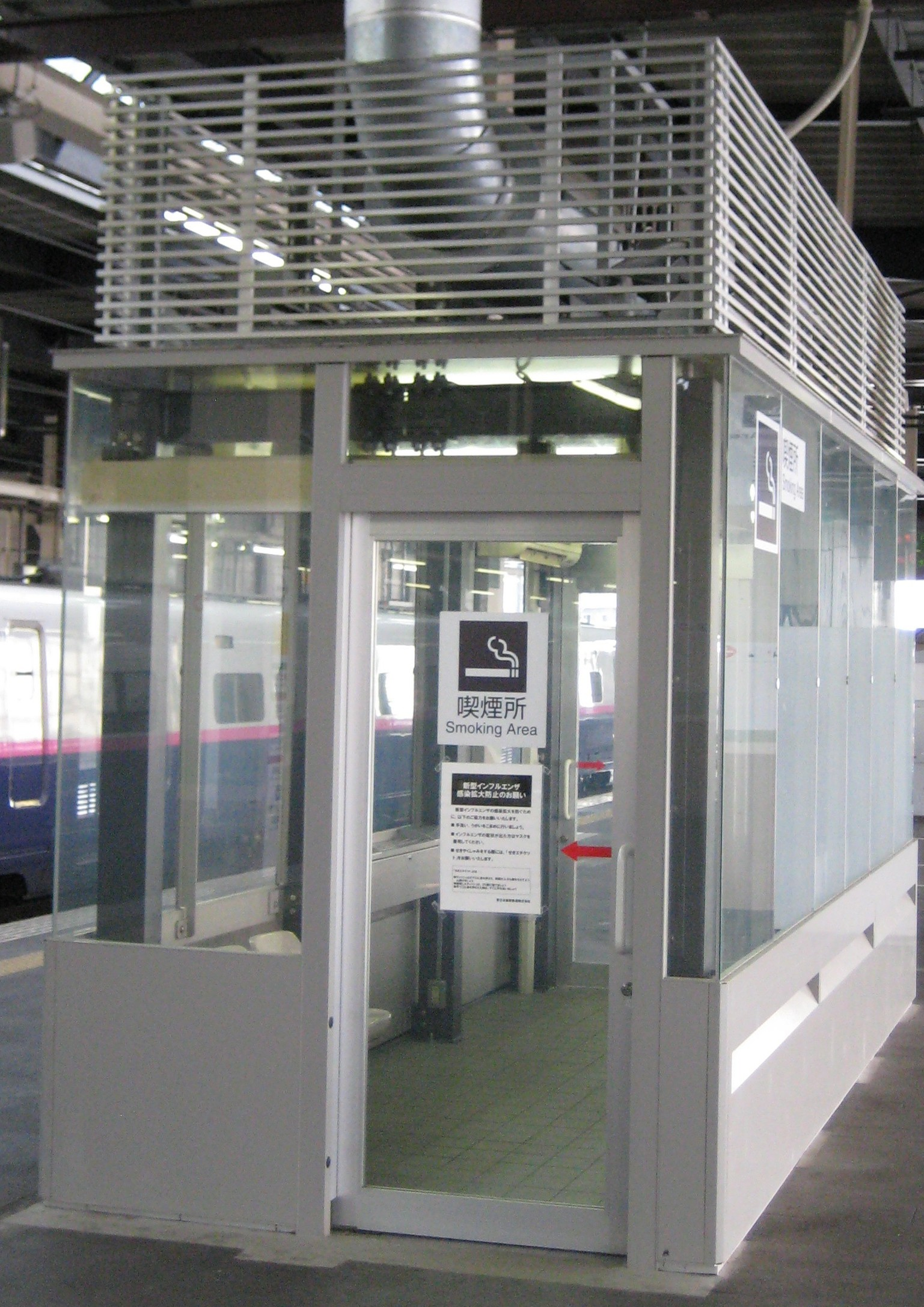
Nichtraucherschutz in Japan: Abgekapselter Raucherraum auf einem Bahnhof – Luftabsaugung auf dem Dach

Ein Nichtraucherschutzsystem ist eine technische oder architektonische Möglichkeit, nichtrauchende Arbeitnehmer und Kunden an Orten, an denen ein Rauchverbot besteht, vor Tabakrauch zu schützen. Weiterhin dient es dem vorbeugenden Brandschutz und der Vermeidung von Verschmutzungen.
- Raucherraum: das Rauchen wird nur in dafür zugelassenen Raucherräumen erlaubt.
- Raucherinsel: zum Raum hin offene Lösungen sind mit Raucherinseln, etwa in den größeren Bahnhöfen der Deutschen Bahn verwirklicht.
- Raucherkabinen können halb oder ganz geschlossen sein und haben klimatechnische Anlagen, um den Tabakrauch abzuleiten oder zu filtern.